# Петров, Владимир Митрофанович
Влади́мир Митрофа́нович Петров (21 июля 1920, Астрахань — 28 сентября 1997, Ташкент) — русский и советский художник-живописец, педагог, работал и жил в Узбекистане, с 1958 года член Союза Художников СССР, мастер пейзажного этюда, убежденный сторонник реалистического направления. Основные картины написаны в стиле социалистический реализм. Участник Великой Отечественной войны.

## Биография
Владимир Митрофанович Петров родился в 1920 году в Астрахани.
Достоверных сведений о социальном происхождении и профессии отца художника, Митрофана Владимировича Петрова, нет.
Мать — Раиса Прокофьевна Ханова, из простой крестьянской семьи, образование — сельская школа.
В 1924-25 гг. после нескольких переездов семья поселяется на родине матери художника в деревне Сергиевка Астраханской области. После неожиданной смерти отца в 1928 году тяжело и неизлечимо заболела мать. С девяти лет, оставшись без попечения родителей, воспитывается бабушкой, а потом в детском доме.
В 1934 г. пытается поступить в художественный техникум в Астрахани (сейчас Астраханское художественное училище им. П.А Власова).
Но для поступления необходим документ об окончании семилетки, а он имеет справку об окончании только шести классов — больше в деревенской школе не было. Однако по настоянию Павла Алексеевича Власова, основателя, и в то время руководителя училища, разглядевшего в подростке бесспорный художественный талант, его принимают.
Успешно завершив обучение в училище в 1939 году, он получает направление в Енотаевск в качестве преподавателя, но уже в ноябре 1939 г. призван в армию.
Полковая школа, младший сержант, командир пулемётного отделения 635-го стрелкового полка. В этом звании Владимир Петров встречает 22 июня 1941 года в Брестской области Белоруссии.
Ему пришлось стать свидетелем и участником многих тяжелых сражений — Смоленск, Сталинград, Курск, Харьков.
С июля 1943 г. старший сержант Владимир Петров назначен военным художником при ДКА 6-й гвардейской армии.
Окончание войны он встретил в Риге, в академии художеств, где с 4 мая 1945 г. по заданию военного руководства и по своим фронтовым зарисовкам и впечатлениям пишет картины о «боевом пути в Отечественной войне нашей армии» (цитата из командировочного предписания). В этом же 1945 г. был демобилизован и поступил в Латвийскую академию художеств.
Учитывая профессиональный уровень представленных работ, приёмная комиссия рекомендовала зачислить Владимира Петрова сразу на второй курс. Своими основными учителями в академии художник называет профессоров Конрада Убанса, Ария Скриде, Лео Свемпа, Яниса Лиепиньша, художников Эдуарда Калныньша и Николая Брейкша.
В 1949 г. Владимир Петров успешно завершает курс Академии. Фотографию дипломной работы и самого дипломанта публикует популярный в стране журнал «Огонёк» № 27 за 1949 г.
В том же году Владимир Петров приезжает в Узбекистан, где живёт и работает до конца жизни.
В течение 37 лет художник преподаёт рисунок, живопись и композицию в Ташкентском художественном училище, одновременно активно занимаясь творчеством.
Начиная с 1949 года работы Владимира Петрова представляются на всех без исключения Республиканских выставках в Ташкенте, на «декадах Узбекистана» в Москве, Риге, Киеве, Астрахани и других городах. В Ташкенте в 1971, 1990 и 1997 гг. проходили персональные выставки художника. В. М. Петров — участник всех групповых выставок ветеранов Великой Отечественной войны, проводившихся в Узбекистане.
Галерея «Гикоссо» в 1977 и 1980 гг. экспонировала работы художника в Японии.
«Музей Современного Искусства» в Оксфорде(Великобритания) представил работы на выставке «Советский Социалистический реализм в живописи» в 1992 году. Работы Петрова экспонировались на выставке «Русский и Советский реализм» в «Overland Gallery»(США) в 1993 году. Много живописных работ художника находится в частных коллекциях граждан Германии, Испании, Италии, Израиля и Канады.
Картины В. М. Петрова приобретены музеями Узбекистана, Белоруссии, Казахстана, России, Украины, Санкт-Петербурга, Москвы.
Умер художник в Ташкенте в 1997 году.

## Картины

### Выставки, подтвержденные имеющимися в архиве семьи каталогами
- 1951 г. Республиканская художественная выставка г. Ташкент
- 1952 г. Выставка советских художников Узбекистана г. Ташкент
- 1954 г. Выставка произведений художников Узбекистана г. Ташкент
- 1957 г. Выставка посвященная 40-летию революции. Музей искусств Узбекистана.
- 1957 г. Выставка произведений художников Узбекского отделения художественного фонда СССР. Выставочный зал Окружного Дома офицеров
- г. Ташкент
- 1958 г. Выставка изобразительного и народно-декоративного искусства Узбекистана. г. Ташкент
- 1959 г. Выставка произведений изобразительного и народно-декоративного искусств Узбекской ССР г. Москва ГМИ им. А. С. Пушкина.
- 1959 г. Выставка произведений художников-астраханцев и художников учившихся или работавших в Астрахани, посвященная 400-летию города. г. Астрахань.
- 1962 г. Выставка искусств советского Узбекистана. г. Таллин.
- 1963 г. Республиканская художественная выставка6посвященная 45-й годовщине Октябрьской Социалистической Революции. г. Ташкент
- 1971 г. Персональная выставка В. М. Петрова. Выставочный зал Окружного Дома офицеров г. Ташкент
- 1977 г. Показывают художники Узбекистана. г. Москва.
- 1977 г. Республиканская художественная выставка г. Ташкент
- 1977 г. Отчетная выставка творческой группы. г. Юрмала
- 1977 г. Выставка современной Советской живописи в Японии. Галерея «Гиккосо»
- 1980 г. Выставка современной советской живописи в Японии. Галерея «Гиккосо»
- 1983 г. Выставка художников участников Великой Отечественной войны г. Ташкент
- 1984 г. Первая республиканская выставка произведений художников ветеранов. г. Ташкент
- 1985 г. Республиканская выставка «40 лет Великой Победы» г. Ташкент
- 1985 г. Художественная выставка «Всегда начеку» г. Ташкент
- 1985 г. «Искусство Советского Узбекистана» г. Ленинград
- 1986 г. Республиканская художественная выставка г. Ташкент
- 1990 г. Выставка художников-ветеранов г. Ташкент
- 1990 г. Камерная благотворительная выставка «Узбекистан, я наравне со всеми хочу тебя воспеть» , Центр детского творчества г. Ташкент
- 1991 г. Выставка произведений ветеранов войны и труда г. Ташкент
- 1992 г. «Любовь и свет наших душ» камерная выставка произведений искусств из собрания Станислава Мансурова (Ковригенко) г. Ташкент
- 1992 г. «Soviet Socialist Realist Painting» , Museum of Modern Art, Oxford, England
- 1993 г. «Russian and Soviet Realism», Overland Gallery, USA.
- 1993 г. Выставка «Природа и художник» союза художников Узбекистана г. Ташкент
- 1994 г. Выставка произведений ветеранов войны и труда г. Ташкент
- 1996 г. Персональная выставка В. М. Петрова. Выставочный зал Союза Художников Узбекистана г. Ташкент
- 1996 г. Выставка «Классики и время» Арт галерея «Туркистон» г. Ташкент
- 1997 г. Персональная выставка В. М. Петрова в Арт галерее «Мастер» г. Ташкент
- 1999 г. «Латвия в работах Владимира Петрова» в залах музея прикладного искусства Узбекистана под патронажем посольства Республики Латвия в Республике Узбекистан.
- 1999 г. «Русский пейзаж», выставка в музее С.Есенина, г. Ташкент
- 2000 г. Выставка «Художники Узбекистана 1940-60 г.г.» г. Ташкент
- 2000 г. «Тень моя на стенах твоих…» Выставка из фондов Музея Анны Ахматовой в Фонтанном Доме (Санкт-Петербург), музей С. Есенина, г. Ташкент
- 2000 г. «В. М. Петров — мастер русской реалистической школы живописи в Узбекистане», персональная выставка в помещении посольства Российской Федерации в Республике Узбекистан
- 2010 г. Художественная выставка посвященная 65-летию Победы во Второй мировой войне «Возвращение мира»

### Публикации
- Д.Саидова «Историко-революционный жанр в живописи Узбекистана» Ташкент 1977 г.
- Альбом «Рисунки, рожденные в боях».издательство «Еш гвардия» Ташкент1980 г.
- «Искусство Советского Узбекистана 1917—1972» издательство «Советский
- художник» Москва 1976
- Журнал «Огонек» № 27 1949 г.
- Журнал «Гулистан» № 11-1967 г.
- Журнал «Звезда Востока» № 1 1975 г.
- Журнал «Шарк Юлдузи» № 2, 1978г
- Журнал «Звезда Востока» № 4 1978 г.
- Журнал «Звезда Востока» № 5 1978 г.
- Журнал «Шарк Юлдузи» № 2 1979 г.
- Журнал «Гулистан» № 2 1979 г.
- Журнал «Шарк юлдузи» № 2 1980 г.
- Журнал «Звезда Востока» № 7 1980 г.
- Журнал «Звезда Востока» № 8 1980 г.
- Журнал «Звезда Востока» № 12 1980 г.
- Журнал «Гулистан» № 4 1980 г.
- Журнал «Звезда Востока» № 4 1981 г.
- Журнал «Звезда Востока» № 3 1982 г.
- Журнал «Шарк Юлдузи» № 10 1982 г.
- Журнал «Звезда Востока» № 11 1982 г.
- Журнал «Дружба народов» № 3 1982 г.
- Журнал «Звезда Востока» № 2 1983 г.
- Журнал «Совет Узбекистони Санъати» № 2 1994 г.
- Журнал «Совет Узбекистони Санъати» № 4 1985 г.
- Журнал «Творчество» № 3 1985 г.
- Журнал «Гулистон» № 2 1985 г.

## Награды
- Орден Красной Звезды
- Орден Отечественной Войны 2 степени
- Медаль «За боевые заслуги»
- Медаль За победу над Германией в Великой Отечественной войне 1941—1945 гг.
- Медаль «За оборону Сталинграда»